# Fédération France-Québec / francophonie
Le Réseau Québec-France est un organisme autonome, non partisan formant un réseau unique avec sa jumelle française, la Fédération France-Québec / francophonie. Sa mission consiste essentiellement à développer une relation franco-québécoise directe.

L'organisation met en relation la province de Québec et la France.

## Histoire

### Le Réseau Québec-France et la Fédération France-Québec / francophonie
Au départ, l’Association Québec-France a été fondée en 1972 après sa cousine (l'Association France-Québec) en 1969. Elles constituaient un important réseau favorisant le développement de la relation d’amitié et de coopération privilégiée entre les deux sociétés.
En 2015, l'Association Québec-France se voit retirer ses subventions gouvernementales tant par le Premier ministre du Québec Philippe Couillard que par le Gouvernement français ce qui l'a conduit à mettre définitivement fin à ses activités. Par contre depuis 2016, l'ancienne Association Québec-France devenue le Réseau Québec-France s'est réorganisée sous forme d'un réseau de 17 associations autonomes. Ainsi ce sont uniquement des bénévoles qui développent, au quotidien, les relations citoyennes franco-québécoises et qui administrent, sans aucun personnel rémunéré, ses six programmes afin que sa mission se poursuive.
De plus, en 2016, l’Association France-Québec, fondée en 1969,  a renforcé son réseau comptant 61 associations sur le terrain  en changeant ses statuts pour devenir une Fédération qui intègre le Réseau Québec-France.
Ainsi le Réseau Québec-France et la Fédération France-Québec / francophonie constituent aujourd’hui un outil de rapprochement entre Québécois et Français. Le premier a comme but de faire découvrir la France aux Québécois, alors que la seconde œuvre à faire connaître la province de Québec aux Français. Le Réseau Québec-France regroupe environ mille cinq cents membres répartis dans une quinzaine de régionales, alors que la Fédération France-Québec /francophonie est formée de 66 régionales regroupant à travers la France et ses outre-mer plus de trois mille personnes.

## Perspective canadienne
En marge du Réseau Québec-France qui est de juridiction provinciale, existe aussi des réseaux canadiens mettant en relation la France et le Canada comme l’Association des Canadiennes à Paris (ACP) ou encore l'Association France-Canada.

## Structure du Réseau Québec-France

### Au niveau national
Le Réseau Québec-France est dirigée au niveau national par un bureau national et par un conseil d’administration. Le siège social du Réseau Québec-France se trouve à Québec. La Fédération France-Québec / francophonie possède une structure de fonctionnement semblable.

#### Rencontres
Le Réseau Québec-France et la Fédération France-Québec / francophonie se réunissent à l'occasion en congrès commun afin d’harmoniser leurs actions,.

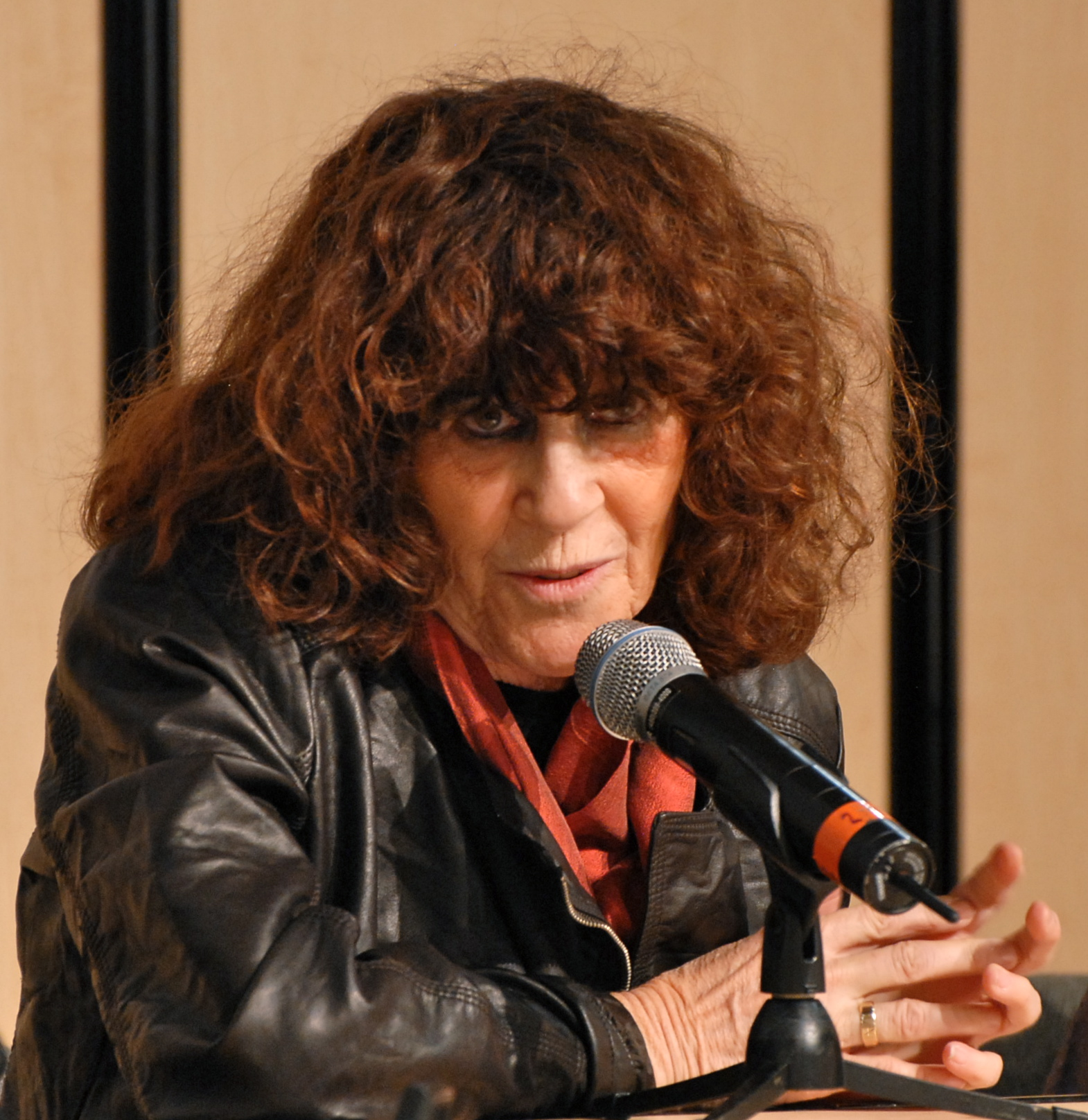
Marie-Claire Blais a prêté son nom au prix littéraire du Réseau Québec-France.

### Au niveau régional
Chacune des régionales est dirigée par un bureau régional composé d’au moins trois membres élus par l’assemblée générale régionale, laquelle doit être tenue annuellement avant l’assemblée générale nationale. Le bureau régional est responsable de la mise en œuvre des activités organisées par la régionale et de l’administration de ladite régionale,.
Liste des régionales en France:
- Association Gard Québec [10]

## Activités culturelles
L’Association Québec-France travaille en collaboration avec les consulats de France à Québec et à Montréal ainsi qu’avec divers organismes dont l’Office québécois de la langue française, le ministère des Relations internationales du Québec, l’Office franco-québécois pour la jeunesse et la Commission franco-québécoise sur les lieux de mémoire communs. L’Association sollicite et entretient divers partenariats avec ces organismes qui poursuivent les mêmes objectifs qu’elle. Ces collaborations permettent la tenue d’une gamme d’activités nationales.

À l'occasion des partenariats entre l'organisme et des francophonies extérieures sont établis comme en 2018 où des auteurs franco-américains ont participé aux activités de l’organisation.

À l'occasion, des partenariats avec des francophonies extérieures à l'organisation sont établis comme dans la province de Québec en 2018 où pour la tenue du 20e congrès commun des auteurs franco-canadiens et franco-américains étaient invités à participer aux activités de l'organisation,.

### Prix littéraires
- Dans la province de Québec : Prix littéraire Québec-France Marie-Claire-Blais,prix récompensant un nouvel auteur de France pour son premier roman. Ce prix  est issu d'une collaboration entre l'Association Québec-France, le Consulat général de France à Québec et l'Office québécois de la langue française.

- En France : l'équivalent français est le Prix littéraire France-Québec qui reconnait des auteurs de la province de Québec[12],[13].